# Turkey (Carolina do Norte)
Turkey é uma cidade  localizada no estado norte-americano de Carolina do Norte, no Condado de Sampson.

## Demografia
Segundo o censo norte-americano de 2000, a sua população era de 262 habitantes.
Em 2006, foi estimada uma população de 270, um aumento de 8 (3.1%).

## Geografia
De acordo com o United States Census Bureau tem uma área de 1,0 km², dos quais 1,0 km² cobertos por terra e 0,0 km² cobertos por água. Turkey localiza-se a aproximadamente 42 m acima do nível do mar.

## Localidades na vizinhança
O diagrama seguinte representa as localidades num raio de 20 km ao redor de Turkey.